# Oraj Jaim
El Oraj Jaim (en hebreo: אורח חיים) es una sección de los libros Arba Turim del Rabino Jacob ben Asher, y del Shulján Aruj del Rabino Joseph Caro, ambos libros son compilaciones de la ley judía, la Halajá. Esta sección trata sobre todos los aspectos de la ley judía relacionados con el calendario hebreo (ya sea el calendario diario, semanal, mensual o anual).
El Rabino Joseph Caro modeló el marco de trabajo de su obra el Shulján Aruj (en hebreo: שולחן ערוך), su compilación de la ley práctica judía, a imagen y semejanza del libro del Arba Turim, del Rabino Jacob ben Asher. 
Muchos comentaristas posteriores también utilizaron este marco de trabajo. Por lo tanto, el Oraj Jaim en el uso común, puede referirse a un área concreta de la ley judía, que no aparece de una manera explícita en la recopilación del Rabino Jacob ben Asher. La sección del Oraj Jaim trata sobre, pero no está limitada únicamente, a los siguientes temas: como lavarse las manos por la mañana, como ponerse las filacterias (tefilin), como llevar los flecos rituales (tzitzit), como hacer la oración judía, como guardar el Shabat, como celebrar las festividades judías, y como leer los rollos de la Torá en la sinagoga.